# Kougny (département)
Kougny est un département et une commune rurale de la province de Nayala, situé dans la région de la Boucle du Mouhoun au Burkina Faso. Il compte en 2006, 15 949 habitants.

## Villages
Le département et la commune rurale de Kougny compte 10 villages, dont le chef-lieu (données démographiques du recensement de 2006) :
- Goin (1 567 habitants)
- Gounian (1 434 habitants)
- Gouri (1 182 habitants)
- Kamba (903 habitants)
- Kibiri (499 habitants)
- Kougny (3 633 habitants), chef-lieu
- Niaré (1 904 habitants)
- Nimina (1 746 habitants)
- Sebéré (1 366 habitants)
- Tiouma (1 149 habitants)